# Hindbjerg
Hindbjerg er en bebyggelse 4 km øst for Kjellerup og 17 km nord for Silkeborg. Den hører til Silkeborg Kommune og ligger i Region Midtjylland.
Hindbjerg hører til Levring Sogn. Levring Kirke ligger i Levring 2 km nordvest for Hindbjerg.

## Historie
Hindbjerg var en landsby, bestående af 5 gårde og en mølle.

### Jernbanen
Hindbjerg fik station på Silkeborg-Kjellerup-Rødkærsbro Jernbane.(1924-68). Målebordsbladet fra 1900-tallet viser kun et trinbræt, men stationsbygningen, der er bevaret på Hindbjergvej 10, er opført i 1923  med Edvard Jensen som arkitekt.